# Indian Appropriations Act (1871)

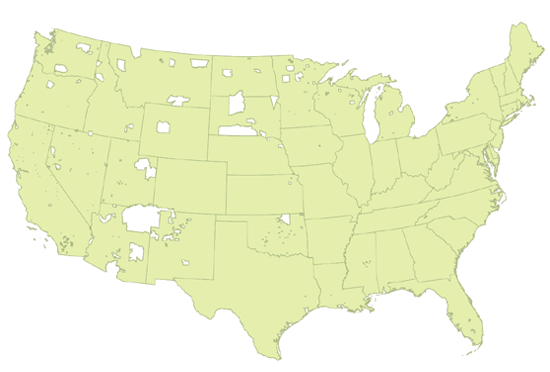
Karte der Vereinigten Staaten, Reservate in Weiß

Indian Appropriations Act bezeichnet ein US-amerikanisches Gesetz, das am 3. März 1871 von Präsident Ulysses S. Grant unterschrieben wurde. Das Gesetz verbot die Aushandlung von Verträgen zwischen der US-Regierung und den Indianerstämmen. Statt durch Verhandlungen und Verträge sollten die Beziehungen mit den Indianern durch einseitige Gesetze geregelt werden. Den Indianerstämmen wurde ein aktives Mitspracherecht durch dieses Gesetz aberkannt. Indianer wurden durch dieses Gesetz entmündigt.

## Geschichte
Da die Verfassung der Vereinigten Staaten das Verhältnis des Bundes und der Indianerstämme nicht genau definiert, waren Verträge und Gesetze notwendig. Die Gesetze orientierten sich an der Commerce Clause. Grundsätzlich lässt sich sagen, dass der Kongress und nicht der Präsident für das Verhältnis zu den Indianerstämmen zuständig war. Für diese Aufgabe wurde das Bureau of Indian Affairs (BIA) geschaffen. Bis 1871 dienten Verträge, abgeschlossen zwischen dem Kongress der Vereinigten Staaten und den Indianerstämmen, als rechtliche Grundlage. Die Verträge wurden von Indianeragenten des Bureau of Indian Affairs ausgehandelt, unterschrieben und mussten vom Kongress ratifiziert werden. In diesen traten die Indianerstämme Gebiete an die Bundesregierung gegen Zahlung von Geldmitteln und gegen den Erhalt von Sach- und Dienstleistungen ab. Meist reservierten sie sich einen kleineren Teil des betroffenen Gebietes, die meisten Indianerreservate entstanden vor 1871. Die Bundesregierung hatte keine Kompetenz, Land zu beschlagnahmen, da dieses anerkannterweise den Indianern gehörte.
Nachdem die Indianerstämme immer weiter aus ihren ursprünglichen Gebieten vertrieben worden waren, der Landhunger der weißen Bevölkerung dagegen nicht abnahm, wurde es immer schwieriger, neue Verträge mit den Stämmen zu schließen. Durch den Indian Appropriations Act wurde der Abschluss von weiteren Verträgen zwischen den Vereinigten Staaten von Amerika und den Indianerstämmen verhindert. Ursprünglich waren die Stämme als Nationen angesehen worden, mit denen man von Regierung zu Regierung verhandelte.  Mit dem Indian Appropriations Act änderte sich diese Sicht. Indianer wurden als Individuen angesehen. Reservate wurden durch Gesetze geschaffen, verkleinert, vergrößert und aufgelöst. Der entscheidende Satz im Gesetz lautet: “That hereafter no Indian nation or tribe within the territory of the United States shall be acknowledged or recognized as an independent nation, tribe, or power with whom the United States may contract by treaty: Provided, further, that nothing herein contained shall be construed to invalidate or impair the obligation of any treaty heretofore lawfully made and ratified with any such Indian nation or tribe.”
Mit dem Gesetz wurde mit der hundert Jahre alten Tradition gebrochen, Stammesführer wie Diplomaten eines befreundeten, aber souveränen Landes zu behandeln. Gleichwohl wurden die zwischen 1778 und 1868 abgeschlossenen Verträge weiterhin anerkannt. Doch noch heute spielen Verträge eine wichtige Rolle in der Politik um die Indianerreservate und Tribal Sovereignty. Immer öfter wird von den Gerichten der Vereinigten Staaten anerkannt, dass der Indian Appropriations Act nicht rechtens war, da die Zustimmung der Indianerstämme zu diesem fehlte. Gesetze, die durch den Kongress der Vereinigten Staaten nach 1871 beschlossen wurden, werden häufiger als verfassungswidrig eingestuft. So wurde z. B. im Verfahren Nebraska v. Parker vom Obersten Gerichtshof der Vereinigten Staaten entschieden, dass der Verkauf von 50.000 Acre durch die Omaha Nation keinen Einfluss auf die Reservatsgrenze hatte, die in einem Vertrag, dem Omaha Treaty 1854 beidseitig festgelegt worden waren. Das Gesetz, welches den Verkauf durch die Bundesregierung regelte, beinhaltete keine Übertragung von Souveränitätsrechten. Dies wäre auch nicht möglich gewesen, da es sich damals bei den Omaha nicht um Staatsbürger der Vereinigten Staaten gehandelt habe.
Noch entscheidender sind die Gesetze, die zur Schaffung des US-Bundesstaates Oklahoma geschlossen wurden. Landverkäufe, wie sie durch den Dawes Act ermöglicht wurden, besitzen zwar weiterhin Gültigkeit. Aufgrund fehlender Verträge war mit dem Verkauf aber keine Übertragung von Souveränitätsrechten verbunden. 2020 stellte der Oberste Gerichtshof der Vereinigten Staaten fest, dass die Reservate im Indian Territory rechtlich nie aufgelöst worden sind, dazu hätte es einen Vertrag zwischen dem US-Kongress und den Stämmen geben müssen.